# نظریه علامت‌دهی پرهزینه در روان‌شناسی فرگشتی
نظریه علامت‌دهی پرهزینه در روان‌شناسی فرگشتی (انگلیسی: Costly signaling theory in evolutionary psychology)، به کاربردهای اصل علامت‌دهی پرهزینه و سازگاری‌گرایی در توضیح ویژگی‌ها و حالات روان‌شناختی اشاره دارد. چنین توضیحاتی که اغلب توسط حوزه‌های نزدیک مرتبط با بوم‌شناسی رفتاری انسان و فرگشت فرهنگی اطلاع‌رسانی می‌شوند، عمدتاً بر انسان متمرکز شده‌اند و بر مزایای تغییر ادراکات دیگران و نیاز به انجام این کار به روش‌هایی تأکید می‌کنند. به دلیل وجود گسترده سازگاری‌هایی که برای جلوگیری از دستکاری از طریق سیگنال‌های نادرست، به اطلاعات قابل اعتماد نیاز دارند، جعل کردن آنها دشوار است.
اگرچه در ابتدا برای توضیح ویژگی‌های ریخت‌شناختی پرهزینه به‌عنوان سیگنال‌های صادقانه از کیفیت زیربنایی یک فرد ناشی از گزینش جنسی ایجاد شد، دامنه تئوری سیگنالینگ پرهزینه گسترش یافته است تا سیگنال‌های هدف و نیاز مشارکتی را شامل شود. با اهداف چنین سیگنال‌هایی اغلب فراتر از جفت‌های بالقوه است.

## آیین
رویکردهای علامت‌دهی پرهزینه یا «نمایش‌های پرهزینه ایمان» در مراسم اغلب بر توانایی رفتار آیین برای نشان دادن صادقانه تعهد به گروه خود به دلیل هزینه‌هایی که منجر به سیگنال‌هایی می‌شود که جعل آنها دشوار است، تأکید می‌کند. مناسک مذهبی به عنوان سیگنال‌های بالقوه پرهزینه بیشترین توجه را به خود جلب کرده است. مانند سایر اشکال تشریفات، هزینه‌های مربوط به زمان، انرژی، کالاهای مادی یا آسیب‌های فیزیکی لازم برای مطابقت با نسخه‌های مناسک است. با اشکال شدید خودآزاری که غیرمعمول نیست. اگرچه هزینه‌های این مراسم احتمالاً بین مؤمنان و غیر مؤمنان برابر است، اما به شکاکان پیشنهاد شده است که تشریفات را گران‌تر بدانند زیرا به قدرت این آیین برای دستیابی به آنچه مؤمنان از آن انتظار دارند اعتقاد ندارند. این تفاوت در ادراک باعث می‌شود که فرد کمتر باوری را بیابد که ارزش جعل کردن را داشته باشد، با اقدامات پرهزینه‌تر انتظار می‌رود نشانه‌های بیشتری از تعهد فرد ارائه شود. علاوه بر این، وجه مشترک این که مناسک مذهبی اغلب پیچیده هستند به این معنی است که اشتباهات ممکن است به راحتی در طول مراسم تشخیص داده شوند و احتمال جعل کردن تعهد توسط شخصی کاهش یابد.
شواهد منطبق با توضیحات پرهزینه سیگنال دهی برای مناسک مذهبی هم از مطالعات تجربی و هم از مطالعات مشاهده ای به دست می‌آید. با این حال، بررسی‌های کمی در مورد این موضوع وجود دارد.
برای مثال، نشان داده شده است که اعضای کیبوتصهای مذهبی در مقایسه با کیبوتص‌های سکولار در یک بازی منابع مشترک، همکاری بیشتری دارند. به‌طور مشابه، نشان داده شده است که کسانی که در مراسم مذهبی مشترک شرکت می‌کنند، شبکه‌های تعاونی بزرگ‌تری نسبت به کسانی که شرکت نکرده‌اند، دارند. مطالعات دیگر تلاش کرده‌اند تا هزینه‌های سیگنال‌ها را مستقیم‌تر به اثربخشی همکاری مرتبط کنند، با یکی از آنها تعداد نیازمندی‌های پرهزینه یک جامعه عمدی که با طول عمر کمون مرتبط است.و یافتن دیگری مشارکت و مشاهده یک مراسم پرهزینه با بزرگتر همراه بود کمک‌های مالی در مقایسه با کسانی که درگیر مراسمی کم هزینه هستند.